# Bulbophyllum sauguetiense
Bulbophyllum sauguetiense är en orkidéart som beskrevs av Rudolf Schlechter. Bulbophyllum sauguetiense ingår i släktet Bulbophyllum och familjen orkidéer. Inga underarter finns listade i Catalogue of Life.